# Miasskoe
Miasskoe (in russo Миасское?) è un villaggio della Russia che appartiene all'oblast' di Čeljabinsk; è il centro amministrativo del rajon Krasnoarmejskij.
Si trova sul fiume Miass, 37 km a est di Čeljabinsk. 